# Aleuron pudens
Aleuron pudens är en fjärilsart som beskrevs av Jean Baptiste Boisduval 1875. Aleuron pudens ingår i släktet Aleuron och familjen svärmare. Inga underarter finns listade i Catalogue of Life.